# Conus anningae
Espèce
Conus anningae est une espèce fossile de mollusques gastéropodes marins de la famille des Conidae.

## Description
La taille de la coquille atteint 30 mm.

## Distribution
Cette espèce n'est connue que sous la forme d'un fossile provenant de la formation de Gurabo du Pliocène inférieur en République dominicaine.

## Taxonomie

### Publication originale
L'espèce Conus anningae a été décrite pour la première fois en 2015 par le malacologiste américain Jonathan R. Hendricks (d),,.

## Identifiants taxonomiques
- Ressources relatives au vivant :   - Paleobiology Database
  - Global Biodiversity Information Facility
  - World Register of Marine Species

Chaque taxon catalogué par les bases de données biologiques et taxonomiques possède un identifiant qui permet d'établir un point de référence. Les identifiants de Conus anningae dans les principales bases sont les suivants :
CoL : 5ZXN5 - GBIF : 7963013 - 